# Slag bij Young's Point
De Slag bij Young's Point vond plaats op 7 juni 1863 in Madison Parish, Louisiana tijdens de Amerikaanse Burgeroorlog. De Zuidelijke poging om de opslagplaatsen bij Young's Point te veroveren mislukte. Het Beleg van Vicksburg door generaal-majoor Ulysses S. Grant bleef intact.

## Achtergrond
Young's Point is een stadje gelegen aan de Mississippi en werd na de Slag bij Chickasaw Bayou bezet door de Noordelijken. Het werd gebruikt als springplank voor de Slag bij Fort Hindman en ook als hoofdkwartier van generaal-majoor Ulysses S. Grant en het XV Corps tijdens de winter van 1862-1863. Admiraal David. D. Porter had er zijn Mississippi River Squadron ondergebracht.

## De slag
Terwijl de Zuidelijken slag leverden bij Milliken’s Bend rukte de brigade van James M. Hawes op naar Young’s Point. Ze vertrokken om 19.00u op 6 juni. Slechte gidsen en verkeerde informatie zorgden ervoor dat ze 17 uur marcheerden over een afstand van nog gen 17 km. Terwijl de soldaten vast zaten bij de kapotte brug over de Walnut Bayou zochten de verkenners 4,5 uur naar een doorwaadbare plaats. Ze arriveerden bij Young's Point rond 10.30u in plaats bij dageraad.
Opnieuw door slechte inlichtingen arriveerden ze in een open veld in plaats van in de bossen rond Young's Point. De Zuidelijken stelden zich op en vielen aan. De Noordelijken brachten haastig versterkingen naar voren. Ze werden ondersteund door kanonneerboten. Hawes trok zijn manschappen terug. De aanval op Young's Point mislukte.